# Я, Морін
Я, Морін (англ. I, Maureen) — канадська феміністська драма 1980 року.

## Сюжет
Одружена жінка відмовляється від багатого чоловіка і дитини, щоб почати нове життя.

## У ролях
- Дайан Бігелоу — Діана
- Коллін Коллінз — Морін
- Роберт Кроун — Чарлі
- Брайан Деймуд — Денніс
- Майкл Айронсайд — доктор Пол Джонсон
- Роберт Маккей — Волтер Манді
- Донна Пріс — Вінні
- Неллі Селнік — прибиральниця
- Сандра Шуман — Керол
- Енн Степура — прибиральниця
- Холлі Вінзі — Пенні